# Günther Oberhollenzer

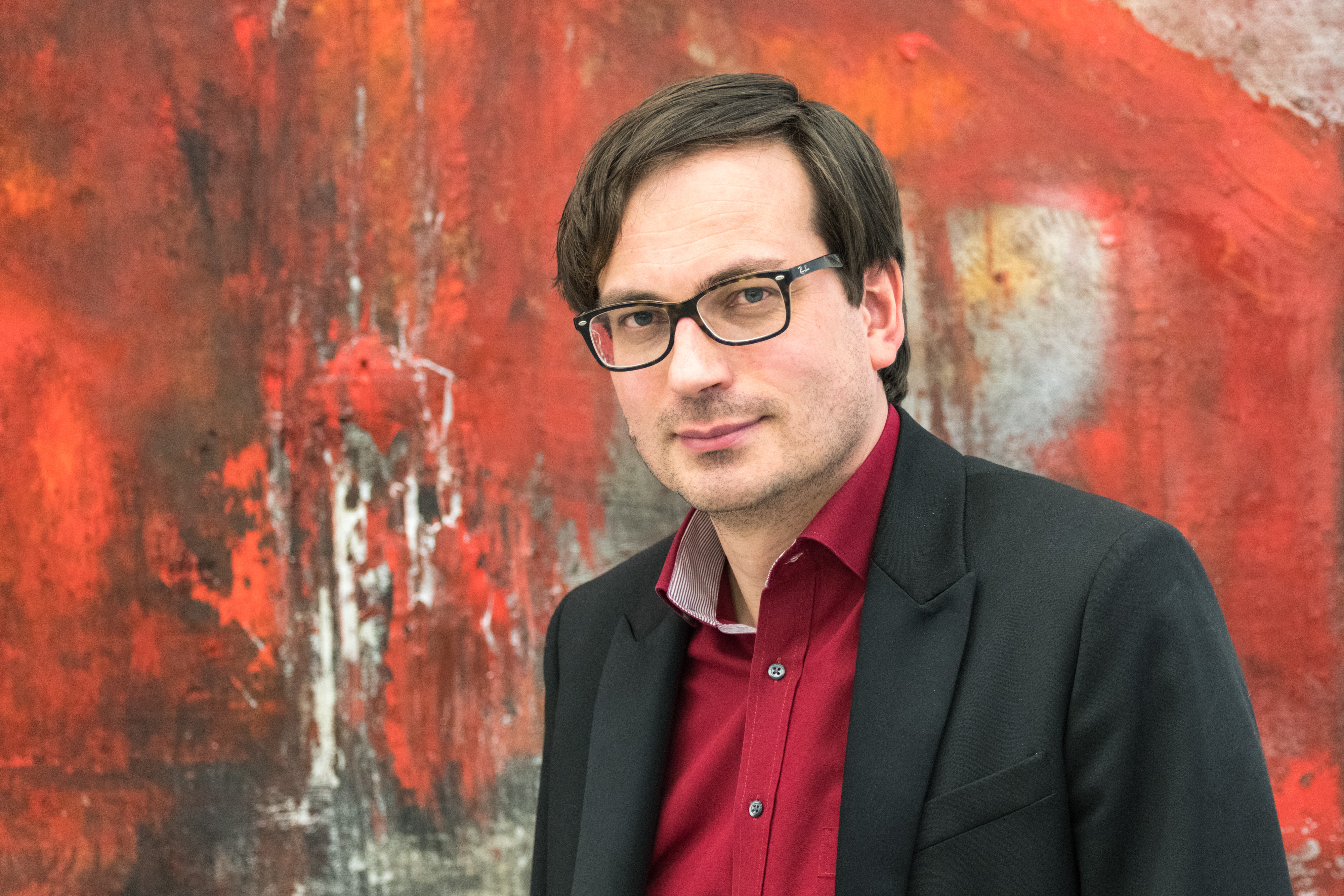
Günther Oberhollenzer (2019)

Günther Oberhollenzer  (* 17. Mai 1976 in Brixen) ist ein italienischer  Kunsthistoriker, Autor und Kurator.

## Werdegang
Oberhollenzer studierte Geschichte und Kunstgeschichte an der Leopold-Franzens Universität in Innsbruck und an der Università Ca’Foscari in Venedig. Anschließend absolvierte er ein Masterstudium in Kulturmanagement an der Universität für Musik und darstellende Kunst in Wien. Er war Mitorganisator mehrerer Kunstausstellungen in Südtirol und Mitarbeiter im Referat Bildende Kunst der Kulturabteilung der Stadt Wien. Von 2006 bis 2015 war Oberhollenzer Kurator der Sammlung Essl in Klosterneuburg.  Oberhollenzer wurde 2008 Preisträger der Stiftung junger SüdtirolerInnen im Ausland. 2014 wurde Oberhollenzer in den Südtiroler Kulturbeirat berufen, 2018 in die Jury des STRABAG Artawards, 2019 in die Jury des Otto Mauer Preises. Neben seiner Kuratorentätigkeit ist er Lehrbeauftragter am Institut für Kulturmanagement und Gender Studies an der Universität für Musik und darstellende Kunst. Ab Anfang 2016 war er Kurator für das 2019 eröffnete Kunstmuseum in Krems, der Landesgalerie Niederösterreich.
Mit 1. Oktober 2022 übernahm er als Nachfolger von Tim Voss die künstlerische Leitung des Künstlerhauses Wien.

## Kuratierte Ausstellungen (Auswahl)
- China Now! (Essl Museum 2006)
- Markus Prachensky. Frühe und späte Werke (Essl Museum 2007)
- overlapping voices. Israeli and Palestinian Artists (Essl Museum 2008)
- Muntean/Rosenblum. Between what was and what might be (Essl Museum 2008)
- Alfons Schilling. zum 75. Geburtstag (Essl Museum 2009)
- Chalo! India (Essl Museum 2009)
- Max Weiler. Die Natur der Malerei (Essl Museum 2010)
- Erwin Wurm. Private Wurm (Essl Museum 2010)
- Heimo Zobernig (Essl Museum 2011)
- Rosa Loy & Neo Rauch. Hinter den Gärten (Essl Museum 2011)
- Rudolf Schönwald (Essl Museum 2012)
- Natur als Inspiration. Ausgewählte Werke aus der Sammlung Essl (Sparkassen Academy, Bozen, Südtirol 2011)
- Xenia Hausner. ÜberLeben (Essl Museum 2012)
- III. Biennale Gherdëina (Fußgängerzone St. Ulrich, 2012)[7]
- Martin Schnur. Vorspiegelung (Essl Museum 2013)
- Tim Eitel. Besucher (Essl Museum 2013)
- Sehnsucht Ich. Menschenbilder (Essl Museum, 2013)[8]
- born in the dolomites II (Künstlerhaus 2013)[9]
- Deborah Sengl. Die letzten Tage der Menschheit (Essl Museum 2014)[10]
- Esther Stocker, Schloss Kastelbell (Südtirol 2014)
- Tales of a valley. Group show of artists of Cluj (Galleria Doris Ghetta Pontives, Südtirol 2014)
- die zukunft der malerei (Essl Museum 2014)[11]
- Peter Pongratz. Eine Retrospektive (Essl Museum 2015)[12]
- Nach Picasso. Auf Spurensuche in der jungen österreichischen Kunst (Frohner Forum, Kunstmeile Krems 2015)[13]
- Johanna Kandl. Konkrete Kunst (Essl Museum 2015)
- Faszination Fotografie (Essl Museum 2015)
- Markus Vallazza. Der Weltenzeichner (Kunst Meran 2016)
- Stratified. Fragmentierte Welten (das weisse haus 2017)[14]
- Judith Fegerl. Herleitung des Federspiels (Fundamental. Ein Projekt der Landesgalerie Niederösterreich nach einem Konzept von Rainer Prohaska,  Göttweigerhofkapelle, Krems-Stein, 2017)[15]
- Skulptura (Galleria Doris Ghetta Pontives, Südtirol 2014)
- Andere Geschichte(n) (Künstlerhaus Wien, 2017)[16]
- Robert Bosisio. Malerei und Sehnsucht (Columbus Kunsthalle Ravensburg 2017)
- Umrahmung schräg gekippt. Die Sammlung Liaunig in Bewegung (Museum Liaunig, Neuhaus, Kärnten 2018)[17]
- Weltberühmt in Krems. Vom Kremser Schmidt zu Padhi Frieberger (eine Ausstellung der Landesgalerie Niederösterreich zu Gast im museum krems, Krems 2018)
- Was Malerei bedeuten kann. Aus der Klasse Daniel Richter (Evelyn Drewes Galerie Hamburg, 2018, ZOTT Artspace München, 2018)
- 2 Captains – 1 Mission, Lena Göbel & Maria Moser (Museum Angerlehner, Thalheim bei Wels, 2019)[18]
- Der Zukunft herzlichst gewidmet. Kunst aus Vergangenheit und Gegenwart in der Sammlung Liaunig (Museum Liaunig, Neuhaus, Kärnten 2019)[19]
- Sehnsuchtsräume. Berührte Natur und besetzte Landschaften (Landesgalerie Niederösterreich, Krems 2019)[20]
- Heinz Cibulka. bin ich schon eine bild? (Landesgalerie Niederösterreich, Krems 2019)[21]
- Michael Höpfner. Durchwanderte Kreisläufe (Landesgalerie Niederösterreich, Krems 2019)
- Michael Goldgruber. TraumLand (Landesgalerie Niederösterreich, Krems 2020)
- Spuren und Masken der Flucht (Landesgalerie Niederösterreich, Krems 2020)
- Auf zu Neuem (Landesgalerie Niederösterreich, Krems 2021)
- (K)Ein Mensch ist eine Insel (Künstlerhaus, Wien 2021)
- Christian Bazant-Hegemark (Museum Angerlehner, Wels 2021)
- Helmut & Johanna Kandl. Viva Achiva! (Landesgalerie Niederösterreich, Krems 2021)
- Marielis Seyler. Stolz und Verletzlichkeit (Danubiana Meulensteen Art Museum, Bratislava 2022)
- Chiharu Shiota. Across the River (Landesgalerie Niederösterreich, Krems 2022)
- Kunst. Leben. Leidenschaft. Zehn Jahre Museum Angerlehner - Die Sammlungsschau (Museum Angerlehner, Wels 2022)
- Maria Legat. Aus der Sammlung Johann Zwiletitsch (Künstlerhaus, Wien 2023)
- Trienala Ladina 2023 (Museum Ladin, St. Martin in Thurn, Südtirol 2023)
- Systemrelevant (Künstlerhaus, Wien 2023)
- Herbert Brandl. Think big! (Künstlerhaus, Wien 2023)
- Wunderkammer (Künstlerhaus, Wien 2024)